# Hassendorf (Bosau)

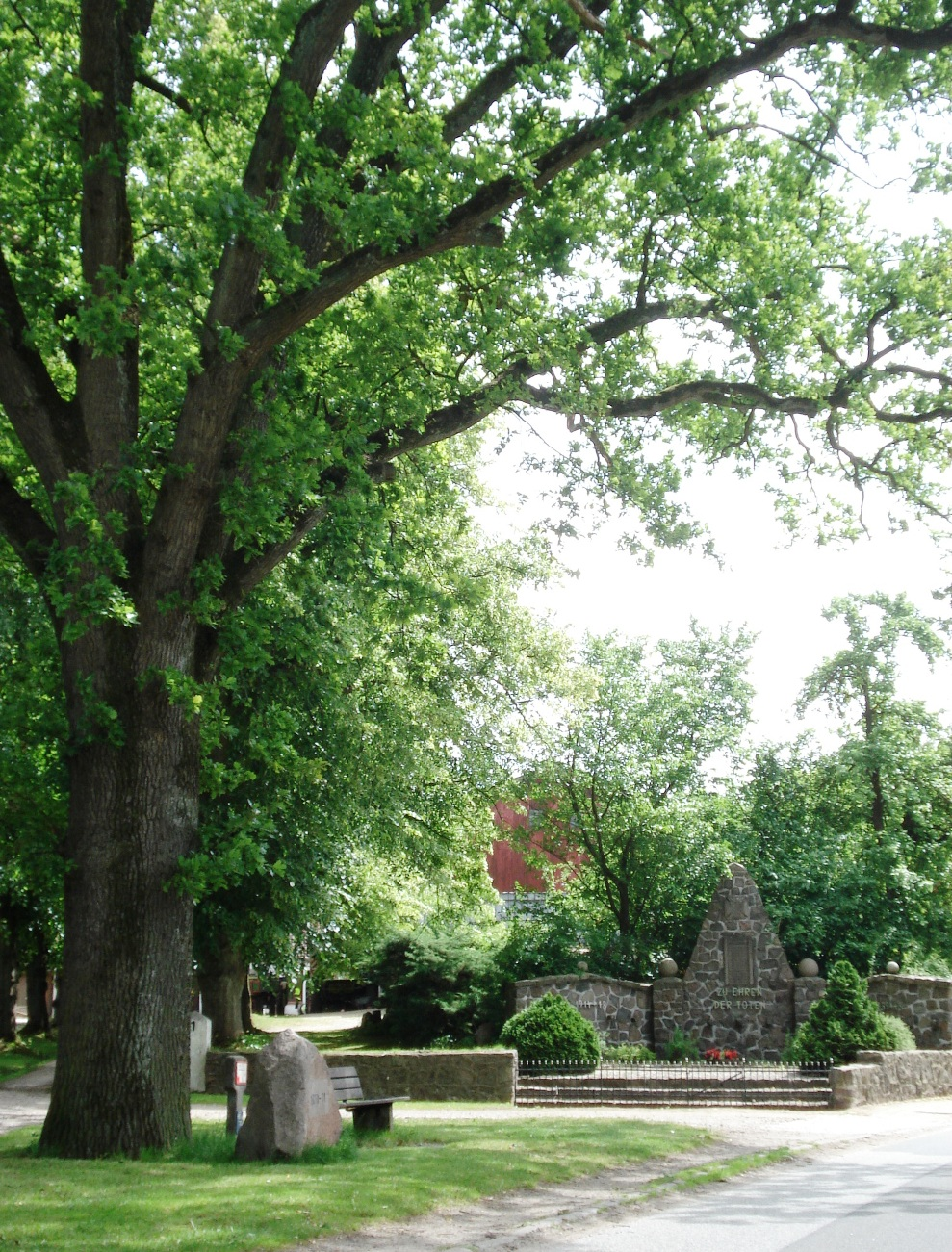
Die Dorfmitte von Hassendorf – mit dem Kriegerehrenmal und Eiche mit Gedenkstein (Inschrift "1870–1871") für den Deutsch-Französischen Krieg

Hassendorf ist ein Dorf in der Gemeinde Bosau im Kreis Ostholstein in Schleswig-Holstein mit ca. 400 Einwohnern (Februar 2019) an der Landesstraße 306.
Der Ort wurde 1215 als Hasseldorf erstmals urkundlich erwähnt. Südöstlich liegt die Katzburg aus dem 9./10. Jahrhundert.
Hassendorf ist Standort der Freiwilligen Feuerwehr. Im Ort befindet sich ein Kindergarten, ein Allgemeinarzt und zwei landwirtschaftliche Betriebe.